# DN24A
De DN24A (Drum Național 24A of Nationale weg 24A) is een weg in Roemenië. Hij loopt van Simila, bij Bârlad, via Murgeni en Berezeni naar Huși. De weg is 100 kilometer lang.